# Інститут захисту рослин НААН України
Інститут захисту рослин НААН України (Київ) — науково-дослідна установа Національної академії аграрних наук України, який раніше був відомий як "Інститут ентомології і фітопатології Академії наук УРСР" (з 1946 року). 
Розташований в історичній місцевості Китаїв Голосіївського району міста Києва. Землі інституту межують з історичною місцевістю Корчувате.

## Історична довідка
У 1942—1943 роках в Києві існував Інститут захисту рослин, створений на місці Інституту зоології АН УРСР, евакуйованого до Уфи . 1946 року на базі трьох лабораторій Інституту зоології створено «Інститут ентомології і фітопатології АН УРСР». В обох інституціях однією з ключових персон був відомий ентомолог Микола Теленга.
1956 року перейменовано на Український науково-дослідний Інститут захисту рослин.

## Основні наукові розробки
- системи моніторингу та прогнозу основних шкідників рослин;
- система захисту сільськогосподарських культур від саранових;
- інтегрована система захисту озимої і ярої пшениці та цукрових буряків;
- технологія лабораторного розведення трихограми та інших ентомофагів шкідників;
- технологія малотоннажного виробництва мікробних препаратів;
- технологія захисту овочевих культур у відкритому й закритому ґрунті та плодового саду з переважним використанням біологічних засобів;
- методики випробування та застосування пестицидів;
- алгоритм систематичного аналізу поведінки сучасних пестицидів у рослинах, ґрунті і воді;
- експрес-методи оцінки і добору форм рослин із груповою стійкістю до збудників хвороб;
- модель створення стійких сортів картоплі до колорадського жука і фітофторозу та пшениці до основних шкідників і збудників хвороб.

## Відділи та лабораторії
- Лабораторія стійкості сільськогосподарських культур проти шкідників
- Сектор науково-інформаційного забезпечення
- Лабораторія екологічної генетики рослин і біотехнології
- Лабораторія нематології
- Лабораторія захисту плодових культур від шкідників
- Лабораторія технології застосування ентомофагів
- Лабораторія мікробіологічного методу захисту рослин
- Лабораторія аналітичної хімії пестицидів
- Лабораторія токсикології пестицидів
- Лабораторія імунітету сільськогосподарських рослин до збудників хвороб.
- Лабораторія гербології
- Лабораторія прогнозів
- Лабораторія фітопатології
- Лабораторія ентомології
- Відділ наукових досліджень з питань інтелектуальної власності та маркетингу інновацій
- Відділ карантину рослин
- Відділ державних випробувань та технології застосування пестицидів

## Вчена Рада
- Голова Вченої ради — Борзих Олександр Іванович
- Заступник голови Вченої ради — Пилипенко Лілія Аминівна
- Заступник голови Вченої ради — Ретьман Сергій Васильович
- Секретар Вченої ради — Гаврилюк Людмила Леонідівна

## Керівництво
У 1946—1949 роках інститутом керував Поспєлов Володимир Петрович, 1950—1953 — Муравйов Володимир Павлович, у 1953-? — Васильєв Вадим Петрович.
Наразі директором Інституту  є Борзих Олександр Іванович — кандидат сільськогосподарських наук, почесний академік Національної академії аграрних наук України, перший віце-президент Аграрної Палати України